# سوسک‌های قرصی
سوسک‌های قرصی (نام علمی: Byrrhidae) نام یک خانواده از بالاخانواده قرصی‌سوسک‌واران است.